# 蒲雪梅
蒲雪梅（1966年1月—），女，汉族，甘肃高台人，中华人民共和国政治人物。现任新疆维吾尔自治区政协副主席，中共伊犁哈萨克自治州党委书记。